# Aéroport régional d'Haïl
L'aéroport régional de Haïl (code IATA : HAS • code OACI : OEHL)se situe au centre nord-est de l'Arabie saoudite.

## Situation
| Neom Dammam Djeddah Riyadh Médine Al-Hofuf Yanbu Buraidah Abha Al Bahah Haïl Tabuk Ta'if Al-Jawf Al Wajh Arar Bisha Dawadmi Gurayat Najran Qaisumah Rafha Sharurah Al-`Ula Turaif Wadi al-Dawasir |

## Compagnies et destinations
| Compagnies     | Destinations |
| -------------- | --- |
| Air Arabia     | Charjah |
| FlyBosnia      | En saison : Sarajevo-Butmir                                                                                               |
| flydubai       | Dubaï |
| Flynas         | Dammam-roi Fahd, Riyad-roi Khaled                                                                                         |
| Nesma Airlines | Al Jawf, Qaisumah, Arar, Buraydah, Gurayat, Djeddah - Roi-Abdelaziz, Médine-Prince M. Bin Abdulaziz, Rafha, Tabuk, Turaïf |
| Nile Air       | Le Caire |
| Saudia         | Dammam-roi Fahd, Djeddah - Roi-Abdelaziz, Riyad-roi Khaled                                                                |

Édité le 24/06/2020

## Statistiques
Pour des raisons techniques, il est temporairement impossible d'afficher le graphique qui aurait dû être présenté ici.

Voir la requête brute et les sources sur Wikidata.